# Karl Robert Bodek
Karl Robert Bodek (geboren 13. April 1905 in Czernowitz, Österreich-Ungarn; gestorben 1942 im KZ Auschwitz-Birkenau) war ein österreichischer Maler. 

## Leben
Karl Robert Bodek war ein Sohn des k.u.k. Oberleutnants und Rechnungsführers Moses Mordche Bodek und seiner Frau Friederike Anna Bodek. 
Bodeks Geburtsort Czernowitz fiel nach Ende des Ersten Weltkriegs an Rumänien. Bodek wuchs in Wien auf, wo er die Schule und die Graphische Anstalt besuchte. Anschließend  arbeitete als Fotograf und technischer Zeichner. Nach dem „Anschluss“ Österreichs floh er im November 1938 nach Belgien.
Im Oktober 1940 wurde er in Belgien festgenommen und erst im Lager Saint-Cyprien und anschließend im Lager Gurs im Vichy-Frankreich interniert. In Gurs fertigte er Miniaturmalereien und arbeitete zusammen mit dem Maler Kurt Conrad Loew (1914–1980). 1941 wurde er in das Lager Les Milles bei Aix-en-Provence verlegt, wo er Zeichenunterricht gab. Er malte Porträts seiner Mithäftlinge und arbeitete an Wandgemälden mit. Seine Fluchtversuche aus der Haft scheiterten. Im April 1942 wurde er als Jude in das Sammellager Drancy deportiert und von dort im August 1942 in das KZ Auschwitz, wo er ermordet wurde. 

## Bankett der Nationen in Les Milles

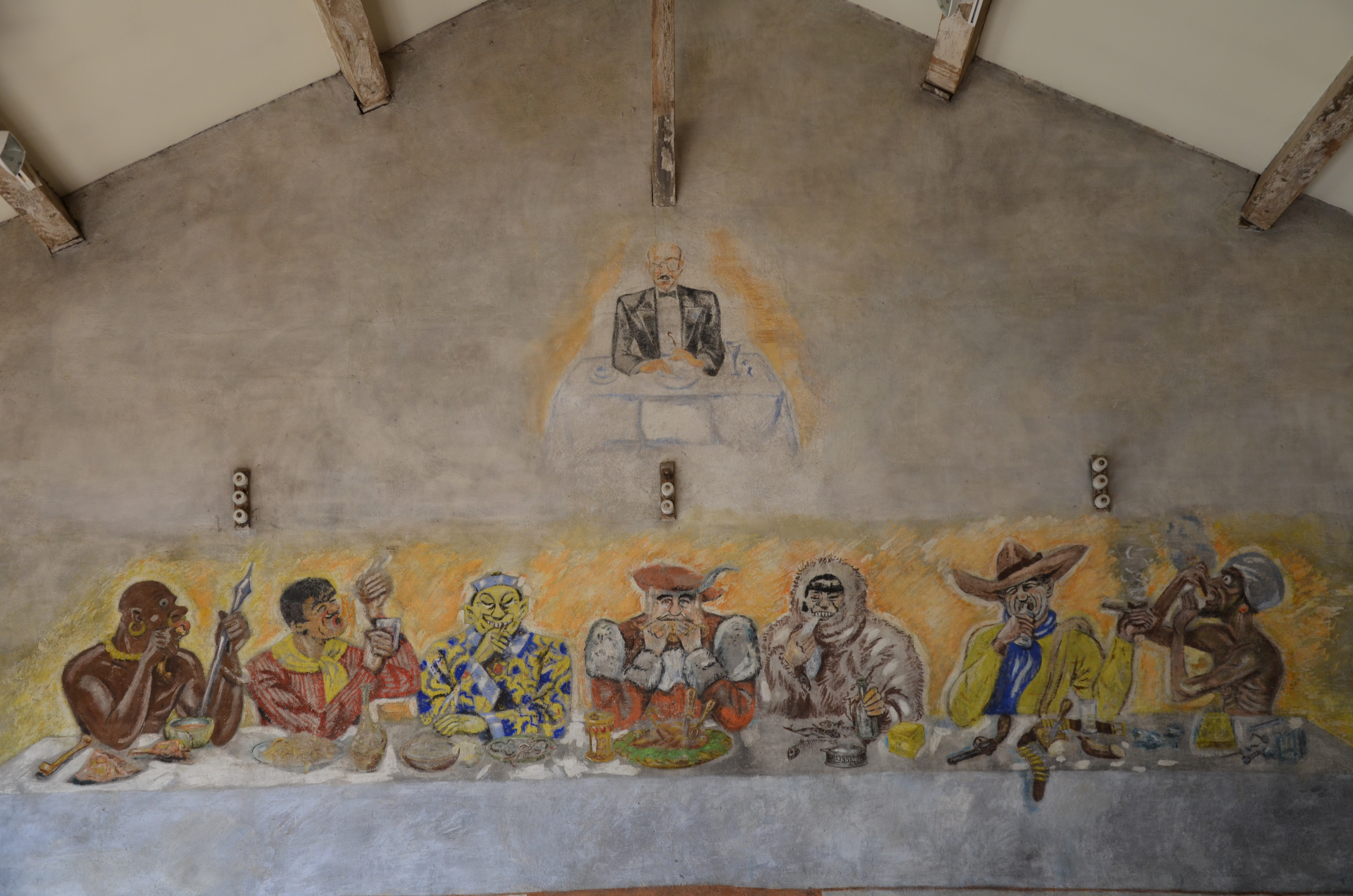
Bankett der Nationen in camp des Milles

Im Camp Les Milles wurden im damaligen Speisesaal der Wachmannschaft die Wände mit zumeist symbolisch-satirischen „peintures murales“ bemalt. Das dominierende Fresko auf der Stirnseite zeigt das „Bankett der Nationen“ – Menschen aller Rassen bei einem Festmahl. Das Fresko wurde später vorwiegend Bodek zugeschrieben.